# Neurigona argentifacies
Neurigona argentifacies är en tvåvingeart som beskrevs av Stefan Naglis 2003. Neurigona argentifacies ingår i släktet Neurigona och familjen styltflugor. Inga underarter finns listade i Catalogue of Life.